# Fé bahá'í
Fé Bahá'í (em árabe: بهائية Baha'iyyah) [bəˈhaɪ]), também chamada de bahaísmo, é uma religião abraâmica monoteísta que enfatiza a união espiritual de toda a humanidade. Três princípios básicos estabelecem a base para os ensinamentos bahá'ís: a unidade de Deus, que há apenas um Deus que é a fonte de toda a criação; a unidade da religião, que todas as maiores religiões têm a mesma fonte espiritual e partem do mesmo Deus; e a unidade da humanidade, que todos os seres humanos foram criados igualmente e que a diversidade racial e cultural deve ser apreciada e aceita. Segundo os ensinamentos da fé bahá'i, o propósito humano é aprender a conhecer e a amar a Deus através de métodos como orações, reflexões e ajuda aos outros.
A Fé Bahá'i foi fundada por Bahá'u'lláh, na Pérsia. Bahá'u'lláh foi exilado da Pérsia para o Império Otomano devido a seus ensinamentos, falecendo enquanto ainda era oficialmente um prisioneiro. Após a morte de Bahá'u'lláh, sob a liderança de seu filho, `Abdu'l-Bahá, a religião se expandiu de suas origens persa e otomana e ganhou espaço na Europa e nas Américas, além de ter se consolidado no Irã, onde sofre intensa perseguição. Após a morte de `Abdu'l-Bahá, a liderança da comunidade bahá'i entrou numa nova fase, passando de um único líder para uma ordem administrativa com órgãos eleitos e indivíduos indicados. Há mais de cinco milhões de bahá'ís espalhados por mais de 200 países e territórios.
Na Fé Bahá'í, a história religiosa da humanidade é vista como tendo sido manifestada através de uma série de mensageiros divinos, cada um dos quais estabeleceu uma religião adequada às necessidades de seu tempo e à capacidade das pessoas de então. Esses mensageiros vão de figuras abraâmicas como Moisés, Jesus, Maomé, às dármicas, como Krishna e Buda. Para os bahá'is, os mensageiros mais recentes são o Báb e Bahá'u'lláh. Segundo os ensinamentos bahá'ís, cada mensageiro profetizou sobre os próximos, e a vida e os ensinamentos de Bahá'u'lláh completou as promessas escatológicas das escrituras anteriores. A humanidade é entendida como fazendo parte de um processo de evolução coletiva e a necessidade do tempo atual é o estabelecimento de paz, justiça e unidade a uma escala global.

## Etimologia
A palavra Bahá'í é usada tanto quanto um adjetivo para se referir à Fé Bahá'í quanto um termo para se referir aos seguidores de Bahá'u'lláh. A palavra não é um substantivo que significa a religião como um todo. É derivada do árabe Bahá' (بهاء), que significa "glória" ou "esplendor". O termo "bahaísmo" (ou "baha'ísmo") também é usado, embora de maneira pejorativa.

## Crenças
Três princípios básicos estabelecem a base da doutrina e dos ensinamentos bahá'í: a unidade de Deus, a unidade da religião e a unidade da humanidade. Desses postulados se forma a crença de que Deus revela periodicamente sua vontade através de mensageiros divinos, cujo propósito é transformar o caráter da humanidade e desenvolver, entre aqueles que respondem ao chamado, qualidades morais e espirituais. A religião é, então, vista como ordeira, unificada e gradual de época em época.

### Deus
Os textos da Fé Bahá'í descrevem um Deus único, pessoal, inacessível, onisciente, inextinguível e todo poderoso que é o criador de todas as coisas no universo. A existência de Deus e do universo é considerada eterna, não tendo começo ou fim. Apesar de ser diretamente inacessível, Deus é visto como consciente da criação e possui uma vontade e um propósito, manifestados através de mensageiros intitulados Manifestações de Deus.
Os ensinamentos bahá'ís defendem que Deus é grandioso demais para os humanos compreenderem ou criarem uma imagem completa e precisa Dele por si próprios. Assim sendo, o entendimento humano de Deus só é atingido através de Suas revelações a Suas Manifestações. Na fé bahá'í, Deus é chamado por títulos e atributos (o Todo-Poderoso ou o Todo-Amoroso, por exemplo), e há uma ênfase substancial no monoteísmo; doutrinas tais quais a da Trindade são vistas como comprometedoras se não contraditórias à visão de que Deus é único e não possui equivalentes. Os ensinamentos bahá'ís afirmam que os atributos que são imputados a Deus são usados para traduzir Sua palavra em termos humanos e também para ajudar as pessoas a se concentrarem em seus próprios atributos na adoração a Deus para desenvolver suas potencialidades em seu caminho espiritual. Segundo os ensinamentos bahá'ís, o propósito humano é aprender a saber e amar a Deus através de métodos tais como oração, reflexão e ajuda aos outros.

### Religião

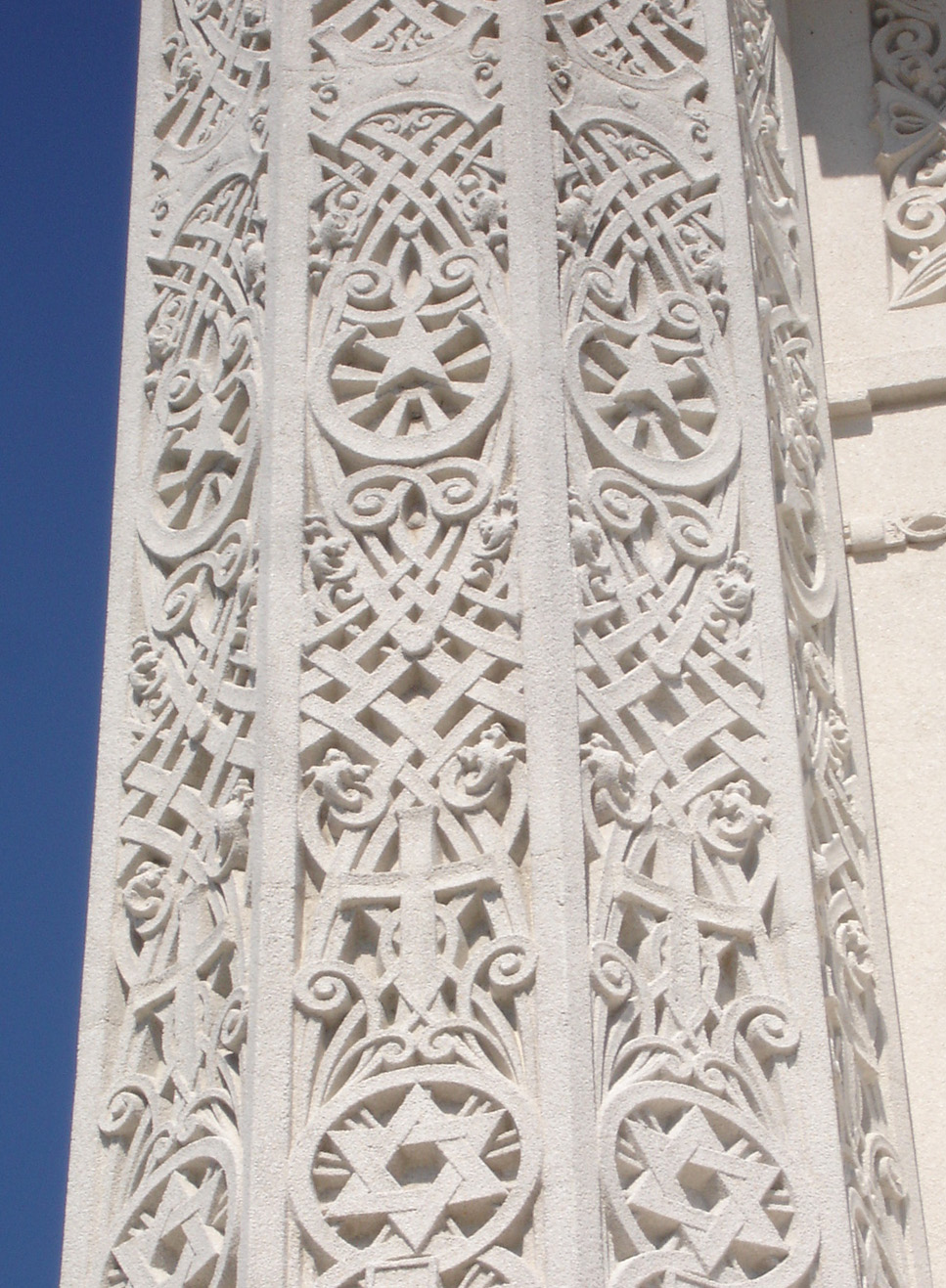
Símbolo de várias religiões em pilar da Casa de Adoração Bahá'í em Wilmette, Estados Unidos.

As noções bahá'ís da revelação religiosa gradual resulta na aceitação da validade das religiões mais bem conhecidas do mundo, cujos fundadores e figuras centrais são vistas como Manifestações de Deus. A história religiosa é interpretada como uma série de dispensações, onde cada manifestação traz uma revelação mais ampla e avançada, adequada ao tempo e ao local no qual é expressada. Ensinamentos religiosos específicos, tais como a direção das orações ou restrições dietárias, podem ser revogados por uma manifestação subsequente para que uma exigência mais apropriada para o tempo e local seja estabelecida. Por outro lado, certos princípios gerais (por exemplo, companheirismo ou caridade) são vistos como universais e consistentes. Na crença Bahá'í, este processo de revelação gradual não vai acabar; acredita-se que seja cíclico. Os bahá'ís não esperam a aparição de uma nova manifestação de Deus nos próximos mil anos a partir da revelação de Bahá'u'lláh.
As crenças bahá'ís são ocasionalmente descritas como combinações sincréticas das primeiras crenças religiosas. Os bahá'ís, no entanto, asseguram que a sua religião é uma tradição distinta, com suas próprias escrituras, ensinamentos, leis e história. Inicialmente a religião foi vista como uma seita do Islã, mas atualmente a maioria dos teólogos a vêem como uma religião independente que tem como pano de fundo o islamismo xiita e cuja origem é análoga ao contexto judaico em que o cristianismo foi estabelecido. As instituições e o clero muçulmano, tanto sunita quanto xiita, consideram os bahá'ís como desertores ou apóstatas da fé islâmica, o que tem levado à perseguição de bahá'ís. Os próprios bahá'ís atestam que sua fé é uma religião independente, que se difere das outras tradições no que diz respeito a sua idade e aos ensinamentos de Bahá'u'lláh num contexto moderno. Acredita-se que Bahá'u'lláh tenha completado as expectativas messiânicas das fés precursoras.

### Humanidade

O Símbolo da Pedra representa a união da humanidade a Deus.

Os bahá'ís acreditam que o ser humano possui uma "alma racional", que provê à espécie uma capacidade única de reconhecer a Deus e a relação da humanidade com seu criador. Todo ser humano é considerado possuidor do dever de reconhecer a Deus através de seus Mensageiros e dos ensinamentos deles. Através do reconhecimento e da obediência, serviço à humanidade e práticas espirituais, os bahá'ís acreditam que a alma pode se aproximar de Deus, o ideal da crença. Quando um ser humano morre, a alma continua existindo no mundo espiritual, onde seu desenvolvimento espiritual no mundo físico torna-se base para julgamento e progresso no mundo espiritual. O céu e o inferno são vistos como estados espirituais de proximidade ou distância de Deus, sendo indicadores da relação nesse mundo e no próximo, e não lugares físicos de recompensa e punição atingidos após a morte.
Os textos bahá'ís enfatizam a igualdade essencial dos seres humanos e a abolição de todos os tipos de preconceito. A humanidade é considerada essencialmente una, embora diversificada; esta diversidade de raça e cultura é considerada merecedora de apreciação e tolerância. Doutrinas de racismo, nacionalismo, castas, e classes sociais são impedimentos artificiais da unidade. Os ensinamentos bahá'ís declaram que a unificação da humanidade deve ser assunto principal sobre as condições religiosas e políticas no tempo presente.

## Ensinamentos

### Síntese
Shoghi Effendi, nomeado o chefe da religião de 1921 a 1957, escreveu a seguinte síntese do que ele considerava ser os princípios distintivo dos ensinamentos de Bahá'u'lláh, a qual, segundo ele, constitui ao lado das leis e regulamentos do Kitáb-i-Aqdas o alicerce da fé bahá'í:
A busca independente pela verdade, desalgemada de superstição ou tradição; a unicidade de toda a raça humana, princípio essencial e doutrina fundamental da fé; a unidade basilar de todas as religiões; a condenação de todas as formas de preconceito, seja ele religioso, racial, de classe ou nacionalidade; a harmonia que deve existir entre a religião e a ciência; a igualdade de homens e mulheres, as duas asas com as quais o pássaro da espécie humana tem a capacidade de voar; a implementação do ensino obrigatório; a adoção de uma língua auxiliar universal; a abolição de extremos de riqueza e pobreza; a instituição de um tribunal mundial para a adjudicação de disputas entre nações; a exaltação do trabalho, realizado em espírito de serviço, ao posto da adoração; a glorificação da justiça como princípio governante na sociedade humana, e da religião como baluarte para a proteção de todos os povos e nações; e o estabelecimento de uma paz permanente e universal como a meta suprema de toda a humanidade — estes destacam-se como os elementos essenciais [que Bahá'u'lláh proclamou].

### Princípios sociais

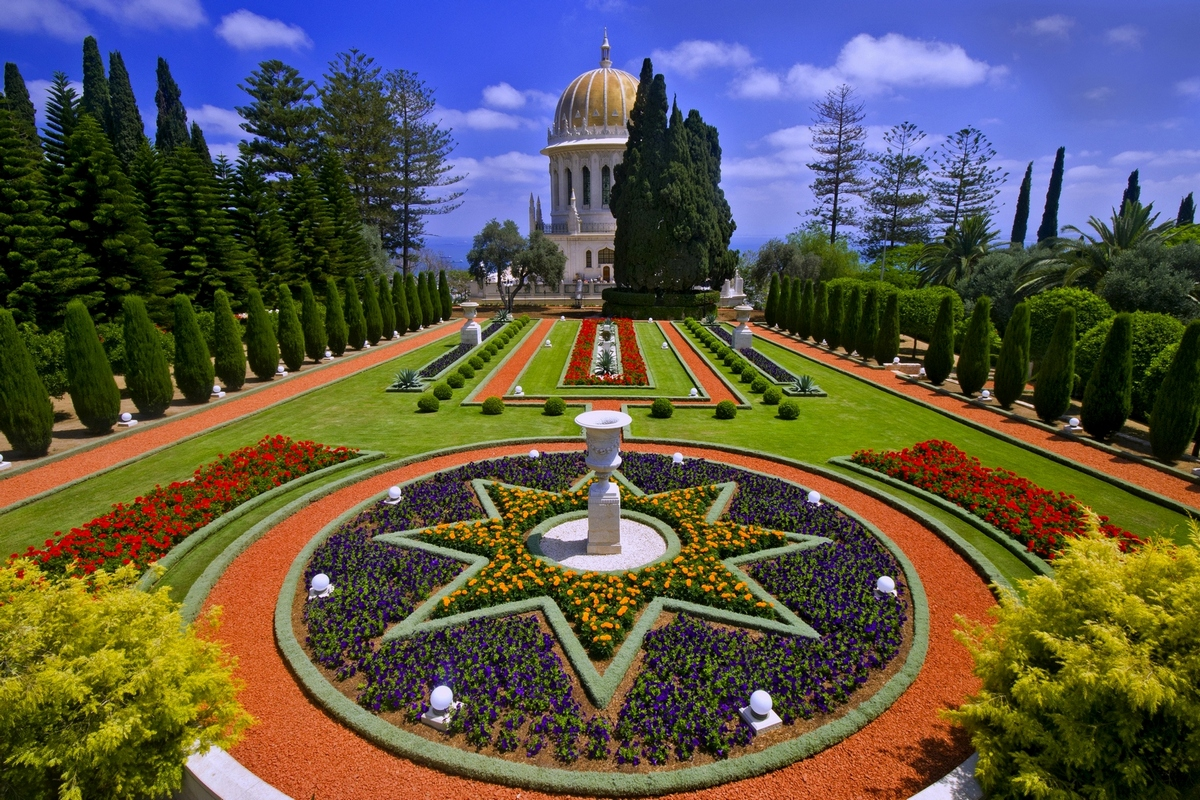
Os jardins Bahá'í, em Haifa

Os seguintes princípios são frequentemente listados como um breve resumo dos ensinamentos bahá'ís. São derivados de palestras e discursos de `Abdu'l-Bahá durante sua viagem pela Europa e pela América do Norte em 1912. Esta lista não é definitiva e uma variedade de outras listas podem ser encontradas em circulação.
- A unidade de Deus.
- A unidade da religião.
- A unidade da humanidade.
- A unidade na diversidade.
- A igualdade entre homens e mulheres.[6]
- A eliminação de todas as formas de preconceito.[6]
- A Paz mundial e uma nova ordem mundial.
- A harmonia entre a religião e a ciência.
- A busca independente pela verdade.
- O princípio de que a civilização está sempre em progresso.
- A educação obrigatória universal.
- A língua auxiliar universal.[40]
- A obediência ao governo e o não envolvimento em política partidária (a não ser que a submissão à lei seja equivalente à negação da Fé).[41]
- Eliminação dos extremos de riqueza e pobreza.[6]

Especificamente em relação à busca pela paz mundial, Bahá'u'lláh prescreveu um acordo de segurança coletiva de âmbito mundial como necessário para o estabelecimento de uma paz duradoura.

### Ensinamentos místicos
Embora os ensinamentos bahá'ís têm uma forte ênfase em questões sociais e éticas, existe uma série de textos fundacionais que foram descritos como místicos. Os Sete Vales é considerada "a maior composição mística" de Bahá'u'lláh; foi escrito para um seguidor do sufismo, no estilo de Attar de Nixapur, um poeta muçulmano, e estabelece os estágios da jornada da alma até chegar a Deus, que ele não confirma serem sete, apesar de ter dividido seu livro em sete capítulos. Foi inicialmente traduzido para o francês em 1905 e para o inglês em 1906, tornando-se um dos primeiros livros de Bahá'u'lláh disponíveis no Ocidente. As Palavras Ocultas é um outro livro escrito por Bahá'u'lláh durante o mesmo período, com 153 passagens curtas em que Bahá'u'lláh afirma ter pegado a essência básica de certas verdades espirituais e as escrito em forma breve.

### Convênio
Os ensinamentos bahá'ís falam tanto de um "Grande Convênio" (ou aliança), universal e infinito, e de um "Convênio Menor", único para cada dispensação religiosa. O Convênio Menor é visto como um acordo entre um mensageiro de Deus e seus seguidores e inclui práticas sociais e a continuação da autoridade da religião. Atualmente os bahá'ís veem a revelação de Bahá'u'lláh como um convênio menor com seus seguidores; nos escritos bahá'ís ser firme no convênio é considerada uma virtude a ser atingida. O Grande Convênio é visto como um acordo mais duradouro entre Deus e a humanidade, quando se espera que uma manifestação de Deus apareça de tempos em tempos, e implica a obrigatoriedade de reconhecer o sucessor do mensageiro atual.
Sendo a unidade da religião um ensinamento essencial da fé, os bahá'ís seguem uma administração que acreditam ser ordenada divinamente e, portanto, veem tentativas de criar cismas e divisões como esforços contrários aos ensinamentos de Bahá'u'lláh. Já ocorreram cismas, mas as divisões tiveram relativamente pouco sucesso e não conseguiram atrair um público considerável. Os seguidores de tais divisões são considerados violadores do Convênio pela Casa Universal de Justiça e evitados pela comunidade bahá'í; no entanto, trata-se de uma medida extrema e rara, aplicada somente àqueles que permanecem fiéis à causa bahá'í mas se opõem à administração ou que tentam criar cismas na comunidade; não é uma punição aplicada àqueles que perderam sua crença na fé ou que cometeram pequenas infrações da lei bahá'í.

## Textos canônicos
Os textos canônicos são os escritos do Báb, de Bahá'u'lláh, `Abdu'l-Bahá, Shoghi Effendi e da Casa Universal de Justiça, assim como as conversas autenticadas de `Abdu'l-Bahá. Os escritos do Báb e de Bahá'u'lláh são considerados revelação divina, os escritos e as palestras de `Abdu'l-Bahá e os escritos de Shoghi Effendi são considerados interpretação oficial e os textos da Casa Universal de Justiça são considerados legislação oficial e elucidação. Supõe-se algum tipo de orientação divina para todos estes textos. Dentre os principais escritos de Bahá'u'lláh estão o Kitáb-i-Aqdas, literalmente "O Mais Sagrado Livro ", que é seu livro de leis, o Kitáb-i-Íqán, literalmente "O Livro da Certeza", que se tornou a base de grande parte da crença bahá'í, As Joias dos Mistérios Divinos, que inclui novas bases doutrinais, e Os Sete Vales e Os Quatro Vales, que são tratados místicos a respeito da jornada da alma a caminho de Deus.

## História

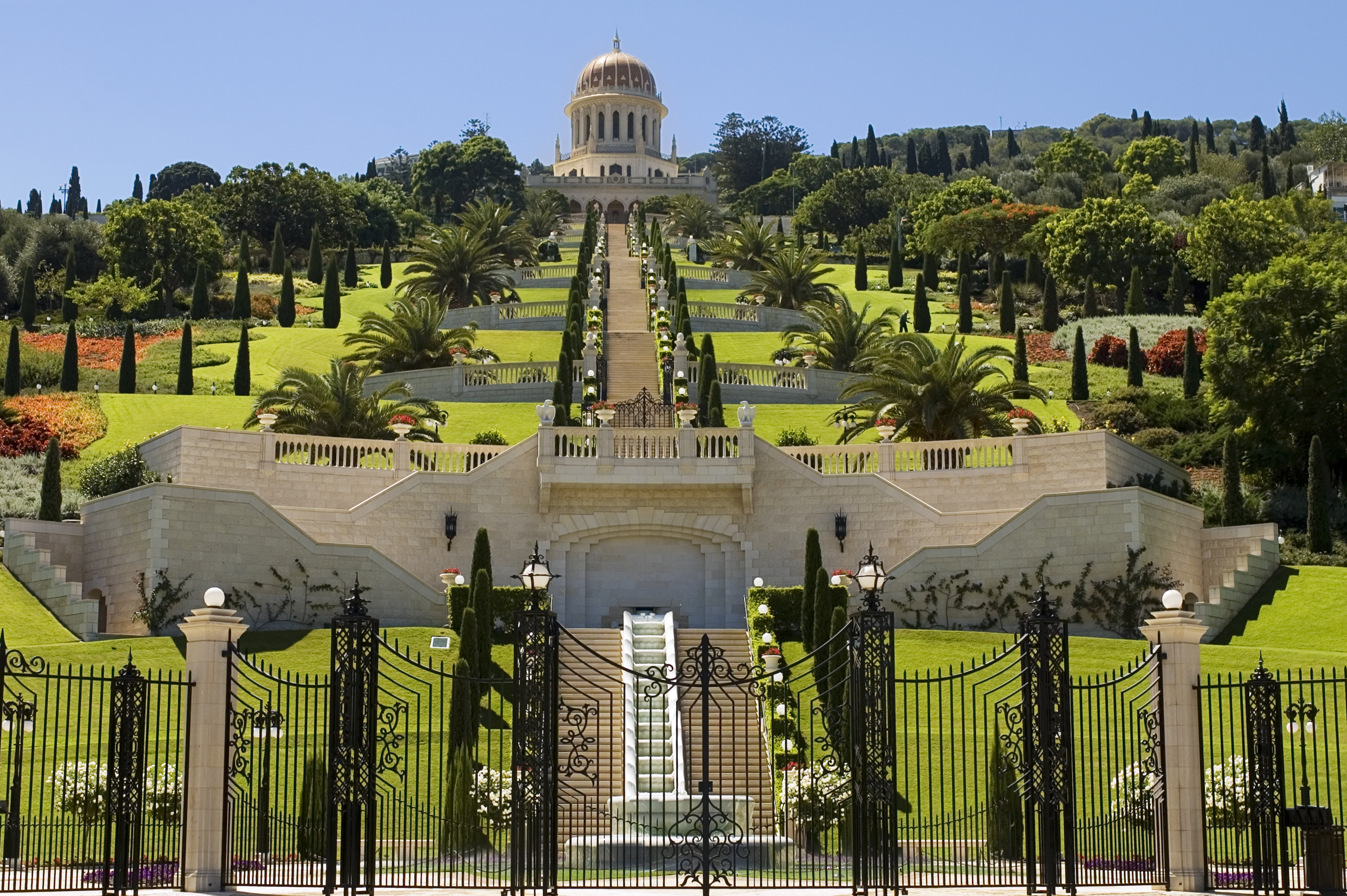
Santuário do Báb em meio aos patamares e jardins do Centro Mundial Bahá'í, em Haifa, Israel

A história bahá'í segue a sequência de líderes da religião, começando com a declaração do Báb em Shiraz, no Irã em 23 de maio de 1844 até a ordem administrativa estabelecida pelas principais figuras da fé bahá'í. A comunidade bahá'í esteve confinada aos impérios persa e otomano até a morte de Bahá'u'lláh em 1892, possuindo então seguidores em 13 países da Ásia e da África. Sob a liderança de seu filho, `Abdu'l-Bahá, a religião ganhou terreno na Europa e na América e se consolidou no Irã, onde ainda hoje sofre intensa perseguição. Após a morte de `Abdu'l-Bahá em 1921, a liderança da comunidade bahá'í entrou numa nova fase, passando de um único indivíduo para uma ordem administrativa com órgãos eleitos e indivíduos indicados.

### O Báb
Na noite de 22 de maio de 1844, Siyyid `Alí-Muhammad de Shiraz, Irã proclamou ser "o Báb" (الباب "o Portão"), anunciando mais tarde ser o Mádi, o 12° ímã do islamismo xiita. Seus seguidores ficaram conhecidos como bábís. Conforme os ensinamentos do Báb se espalharam, o que o clero islâmico via como uma ameaça, seus seguidores passaram a sofrer perseguições, linchamentos e torturas. Os conflitos se agravaram a tal ponto que diversos locais foram cercados pelo Exército do xá. O Báb foi preso em 1846 e mais tarde executado, em 1850.
Os bahá'ís veem o Báb como precursor de sua fé, uma vez que os escritos do Báb introduziram o conceito de "aquele que Deus tornará manifesto", uma figura messiânica cuja vinda, segundo os bahá'ís, foi anunciada pelas escrituras de todas as grandes religiões do mundo, e quem Bahá'u'lláh, o fundador da fé bahá'í, afirmou ser em 1863. O Santuário do Báb, localizado em Haifa, Israel, é um importante local de peregrinação para os bahá'ís. Os restos mortais do Báb foram trazidos secretamente do Irã para a Terra Sagrada e depois enterrados na tumba construída para eles num local especificamente determinado por Bahá'u'lláh. As principais obras escritas pelo Báb estão compiladas na Seleção dos Escritos do Báb, a partir de um total estimado de 135 obras.

### Bahá'u'lláh
Mírzá Husayn `Alí Núri foi um dos primeiros seguidores do Báb e, mas tarde, adotou o título de Bahá'u'lláh, nome que significa "Glória de Deus". Ele foi preso por seu envolvimento com o Báb em 1852. Bahá'u'lláh relata que enquanto estava encarcerado no calabouço de Síyáh-Chál em Teerã, recebeu os primeiros sinais de que era "aquele que Deus tornará manifesto" previsto pelo Báb.
Em 1853, ele foi expulso de Teerã para Bagdá, então no Império Otomano; e depois para Constantinopla (atual Istambul) e depois para Adrianópolis (atual Edirne). Em 1863, na época de seu banimento de Bagdá, Bahá'u'lláh declarou, num jardim de Bagdá, ser o missionário divino previsto pelo Báb. Cresceram-se as tensões entre ele e Mírzá Yahyá, seu meio-irmão mais novo que, incitado por Siyyid Muhammad, tornou-se líder nomeado dos bábís que não reconheciam como verdadeira a declaração de Bahá'u'lláh. Durante o resto de sua vida, porém, Bahá'u'lláh ganhou a lealdade da maioria dos bábís, que passaram a ser denominados bahá'ís. A partir de 1886, ele começou a declarar sua missão enquanto mensageiro de Deus em cartas para os líderes religiosos e seculares do mundo, incluindo Papa Pio IX, Napoleão III e Rainha Vitória.
Em 1868, Bahá'u'lláh foi banido de Constantinopla pelo sultão Abdulazize para a colônia penal otomana de `Akká, localizada no atual estado de Israel. Perto do fim de sua vida, o severo e duro confinamento foi gradualmente relaxado, e lhe foi permitido morar numa casa perto de `Akká enquanto ele ainda era oficialmente um prisioneiro daquela cidade. Ele morreu lá em 1892. Os bahá'ís se viram para seu local de descanso na mansão de Bahjí, conforme determina o Qiblih, quando vão realizar suas orações diárias.
Bahá'u'lláh escreveu muitas obras que são consideradas escrituras da fé bahá'í, das quais apenas uma fração foram traduzidas para o português. Há cerca de 15 000 obras, tanto grandes quanto pequenas, das quais as mais significativas são o Livro Mais Sagrado, o Livro da Certeza, as Palavras Ocultas e Os Sete Vales. Há também uma série de compilações de obras menores, das quais a mais significativa é a Seleção dos Escritos de Bahá'u'lláh.

### `Abdu'l-Bahá
`Abbás Effendi era o filho mais velho de Bahá'u'lláh, conhecido pelo título de `Abdu'l-Bahá ("Servo de Bahá"). Seu pai deixou um testamento que nomeava `Abdu'l-Bahá como líder da comunidade bahá'í e o descrevia como "centro do Convênio", "líder da fé" e único intérprete autorizado de seus escritos. `Abdu'l-Bahá esteve exilado e preso com seu pai, fato que continuou até a Revolução dos Jovens Turcos em 1908. Após sua libertação pelos revolucionários, ele viveu uma vida de viagens e conferências e manteve contato, via correspondência, com comunidades de fiéis e indivíduos, expondo os princípios da fé bahá'í. Ele morreu em 1921.
Estima-se que `Abdu'l-Bahá escreveu mais de 27 000 obras, a maioria das quais no formato de cartas, sendo que apenas uma fração delas foi traduzida para o português. Dentre suas obras conhecidas estão O Segredo da Civilização Divina, a Carta a Auguste-Henri Forel e o Esplendor da Verdade (anteriormente chamado Respostas a Algumas Perguntas). Além disso, transcrições de muitas de suas conferências durante sua jornada pelo Ocidente foram publicadas em vários volumes, tais como as Palestras de Paris que, embora não reconhecidas no cânone de suas obras, ganharam ampla aceitação entre os bahá'ís.

### Administração Bahá'í

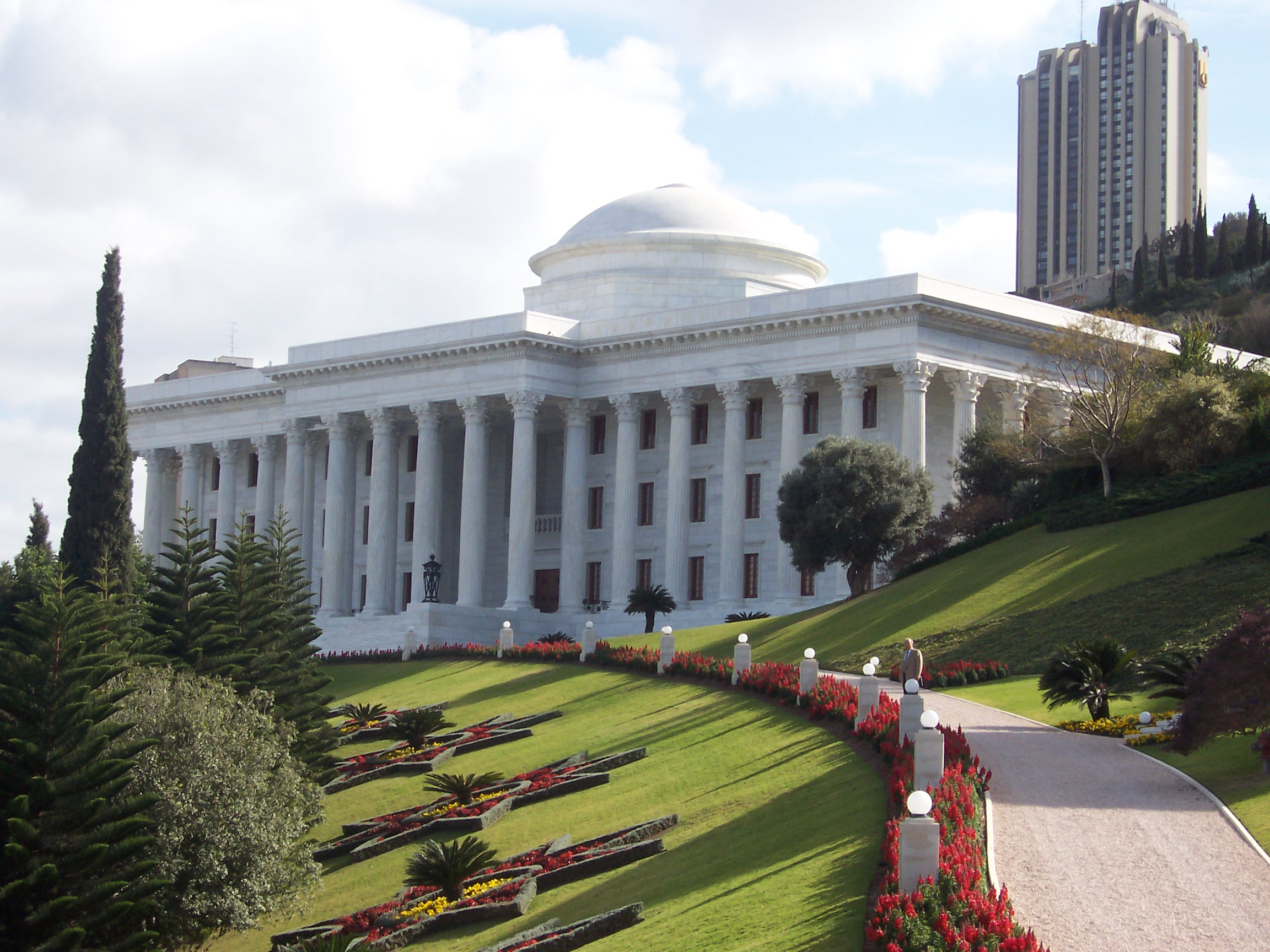
Sede da Casa Universal de Justiça em Haifa, corpo administrativo da comunidade internacional bahá'í

As obras Kitáb-i-Aqdas de Bahá'u'lláh e A Última Vontade e Testamento de `Abdu'l-Bahá são documentos fundacionais da ordem administrativa bahá'í. Bahá'u'lláh estabeleceu a Casa Universal de Justiça, cujos membros são eleitos, e `Abdu'l-Bahá estabeleceu a Guardiania hereditária, cujos membros são nomeados, e esclareceu a relação entre as duas instituições. Em seu testamento, `Abdu'l-Bahá nomeou seu neto mais velho, Shoghi Effendi, como primeiro guardião da fé bahá'í; ele serviu como líder da religião por 36 anos até sua morte.
Durante sua vida, Shoghi Effendi traduziu textos bahá'ís, desenvolveu planos para a expansão da comunidade bahá'í, desenvolveu o Centro Mundial Bahá'í, manteve uma volumosa troca de correspondências com comunidades e indivíduos ao redor do mundo e construiu a estrutura administrativa da religião, preparando a comunidade para a eleição da Casa Universal de Justiça. Ele morreu em 1957 sob condições que não lhe permitiram nomear um sucessor.
Em níveis local, regional e nacional, os bahá'ís elegem os 9 membros da Assembleia Espiritual, que governa os assuntos da religião. Há também indivíduos nomeados que trabalham em vários níveis, incluindo localmente e internacionalmente, que desempenham a função de propagar os ensinamentos e proteger a comunidade. Eles não atuam como clero, o que a fé bahá'í não possui. A Casa Universal de Justiça, eleita pela primeira vez em 1963, continua sendo o sucessor e governante supremo da fé bahá'í, e seus 9 membros são eleitos a cada cinco anos pelos membros de todas as Assembleias Espirituais Nacionais. Qualquer bahá'í do sexo masculino, com 21 anos de idade ou mais, é elegível para a Casa Universal de Justiça; todos os demais postos estão abertos para bahá'ís de ambos os sexos. Nenhum indivíduo possui autoridade individual; as decisões são de caráter consultivo e são válidas apenas se o quórum das entidades bahá'ís estiver completo.

### Planos internacionais

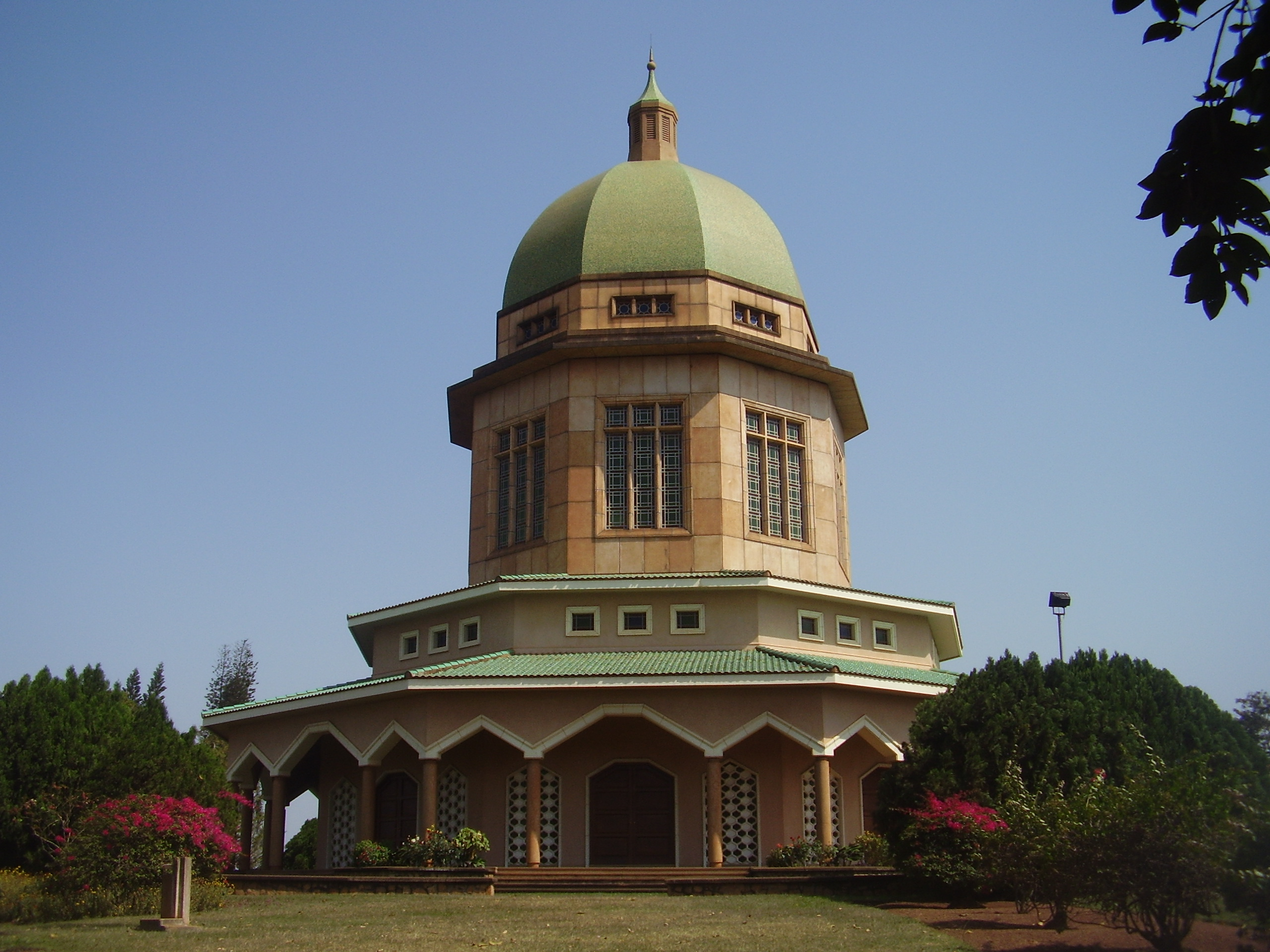
Templo em Kampala, Uganda.

Em 1937, Shoghi Effendi lançou um plano de sete anos para os bahá'ís da América do Norte, seguido por outro em 1946. Em 1953, ele lançou o primeiro plano internacional, a Cruzada de Dez Anos. Este plano trazia metas extremamente ambiciosas para a expansão da comunidade e instituições bahá'ís, a tradução de textos bahá'ís em línguas ainda inéditas e o envio de pioneiros bahá'ís para nações anteriormente não alcançadas. Effendi anunciou, através de cartas escritas durante a Cruzada de Dez Anos, que outros planos seriam lançados sob a direção da Casa Universal de Justiça, eleita em 1963 no auge da Cruzada. Em 1964, a Casa de Justiça lançou um plano de nove anos e uma série de planos plurianuais subsequentes, de duração e objetivos diversos, foram lançados em seguida, guiando a direção da comunidade bahá'í internacional.
Anualmente, em 21 de abril, a Cada Universal de Justiça envia uma mensagem de Ridván para a comunidade bahá'í em todo o mundo, que geralmente oferece uma atualização sobre o progresso do plano atual e oferece orientações para o ano seguinte. Os bahá'ís em todo o mundo estão sendo incentivados a se concentrar na construção de competências através de aulas para crianças, grupos de jovens, reuniões devocionais e estudo sistemático da religião através de círculos de estudo. Outros focos são o envolvimento na ação social e participação nos debates predominantes da sociedade. Os anos de 2001 até 2021 representam quatro planos sucessivos de cinco anos, culminando com o centenário da passagem de `Abdu'l-Bahá.

## Demografia

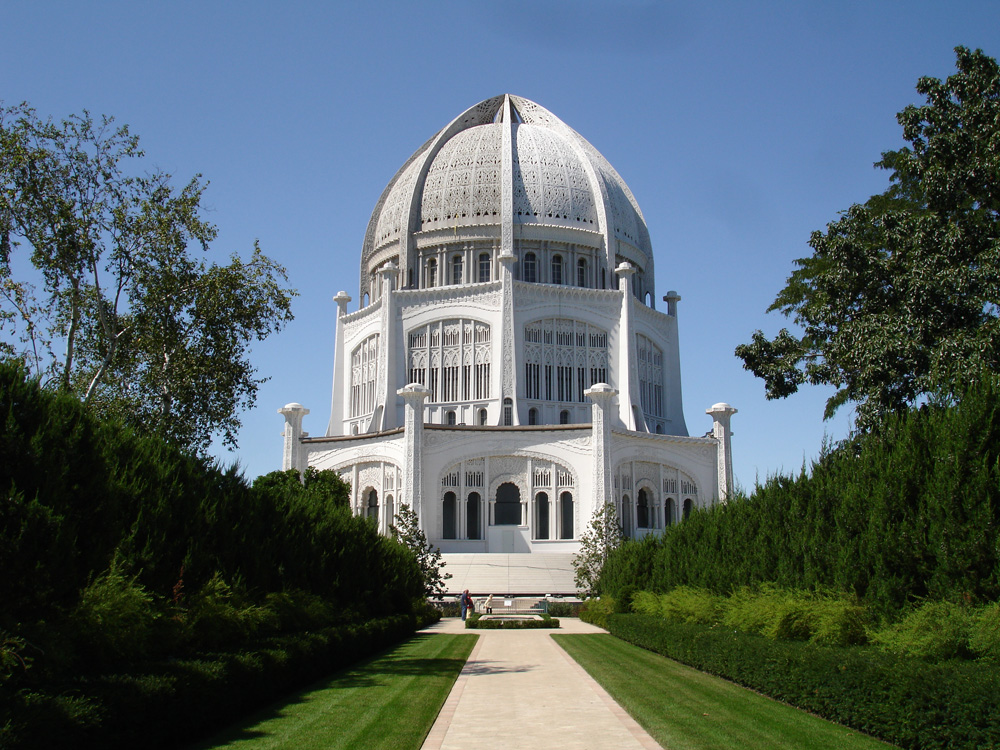
Templo bahá'i em Wilmette, Illinois, Estados Unidos.

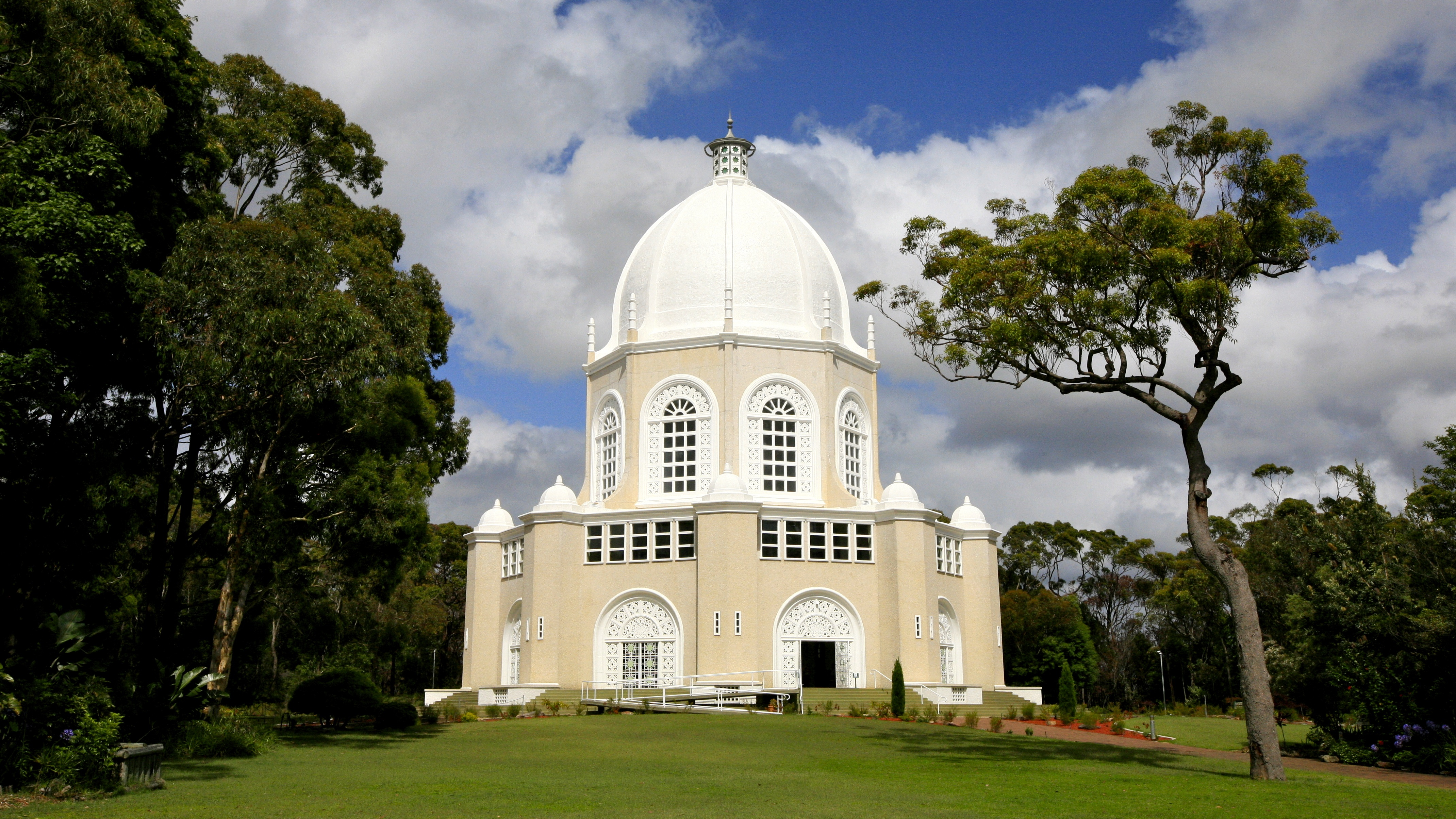
Templo em Sydney, Austrália.

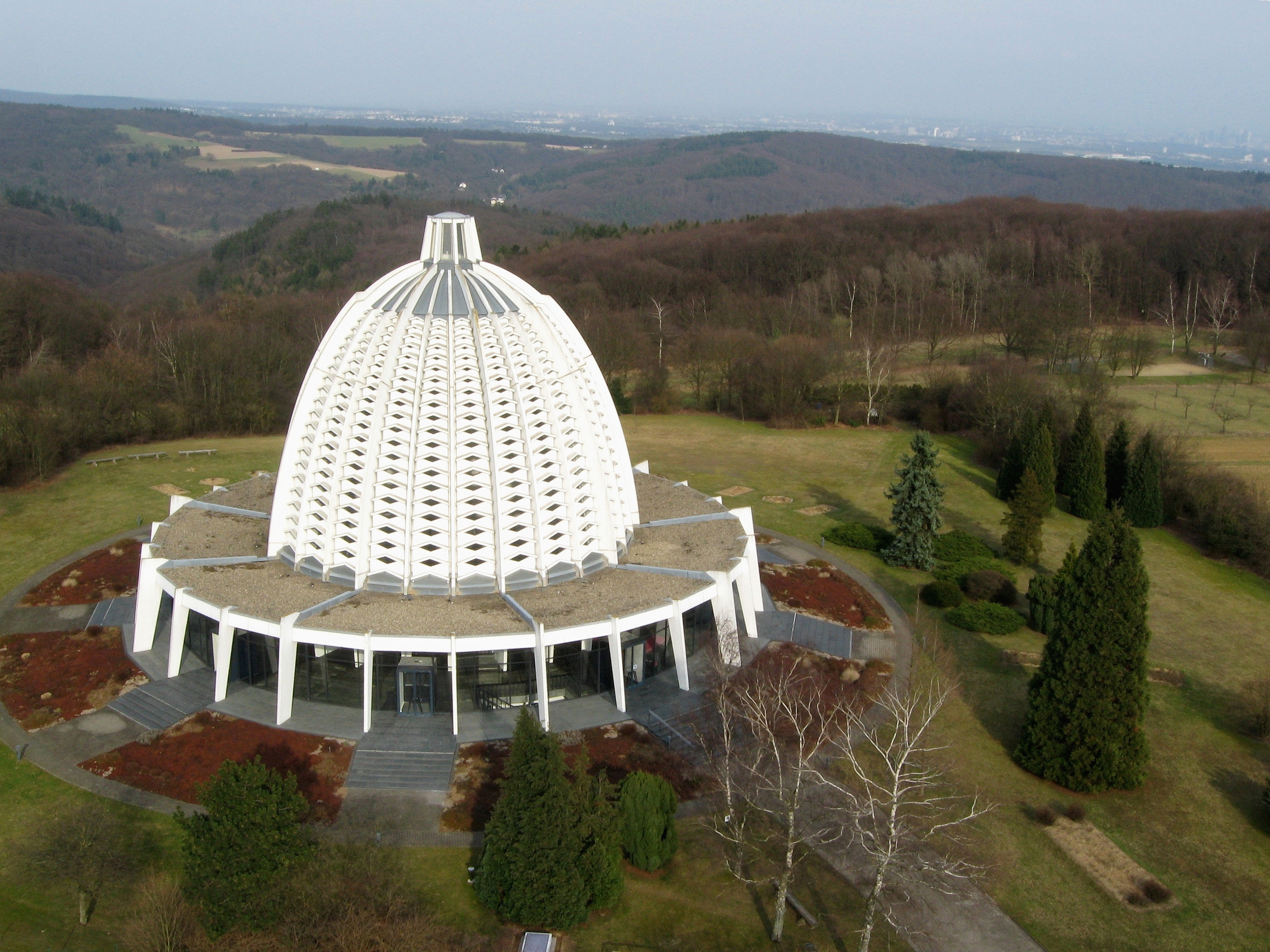
Templo em Frankfurt, Alemanha.

Um documento de fonte bahá'í apontava a existência de 4 700 000 fiéis em 1986, crescendo a uma taxa de 4,4%. Desde então, fontes bahá'í estimam o número de fiéis em torno de 5 milhões. A Enciclopédia Cristã Mundial estimava a existência de 7,1 milhões de bahá'ís em 218 países em 2000 e de 7,3 milhões em 2010 no mesmo número de países. Segundo esta fonte, "a fé bahá'í é a única religião que tem crescido mais do que a população geral em todas as regiões das Nações Unidas ao longo dos últimos 100 anos. A fé bahá'í foi, assim, a religião que mais cresceu entre 1910 e 2010, crescendo pelo menos duas vezes mais rápido do que a população de quase todas as regiões da ONU". A única falha sistemática desta fonte é indicar uma estimativa mais elevada de cristãos do que o conjunto de outros dados disponíveis.
A partir de sua origem nos Impérios Persa e Otomano, a religião conquistou fiéis no Sul e Sudeste Asiático, na Europa e na América do Norte até o início do século XX. Durante as décadas de 1950 e 1960, vastas viagens levaram a fé bahá'í para quase todos os países e territórios do mundo. Durante a década de 1990, os bahá'ís desenvolveram programas de consolidação sistemática em larga escala e o início do século XXI viu grandes influxos de novos fiéis ao redor do mundo. A fé bahá'í é, atualmente, a religião minoritária no Irã, no Panamá e em Belize; é a segunda maior religião internacional na Bolívia, na Zâmbia e na Papua Nova-Guiné; e a terceira maior religião internacional no Chade e no Quênia. Segundo o World Almanac and Book of Facts 2004:
| “ | A maioria dos bahá'ís mora na Ásia (3,6 milhões), na África (1,8 milhões) e na América Latina (900 000). Segundo algumas estimativas, a maior comunidade bahá'í do mundo está na Índia, com 2,2 milhões de bahá'ís, seguida pelo Irã, com 350 000, os EUA, com 150 000, e o Brasil, com 60 000. Os números variam muito nos demais países. Atualmente, nenhum país possui uma maioria de bahá'ís. | ” |

A religião bahá'í é listada pelo The Britannica Book of the Year (1992–atualidade) como a segunda religião independente mais difundida no mundo em número de países alcançados. Segundo esta fonte, a fé bahá'í estava presente em 247 países e territórios em 2002; representando mais de 2 100 grupos étnicos, raciais e tribais; as escrituras bahá'ís foram traduzidas para mais de 800 línguas; possuindo 7 milhões de adeptos em todo o mundo. Em 2007, a fé bahá'í foi apontada pela revista Foreign Policy como a segunda religião que mais cresce no mundo, tendo aumento seu número de fiéis em 1,7% em comparação ao ano anterior.

## Práticas sociais

### Leis

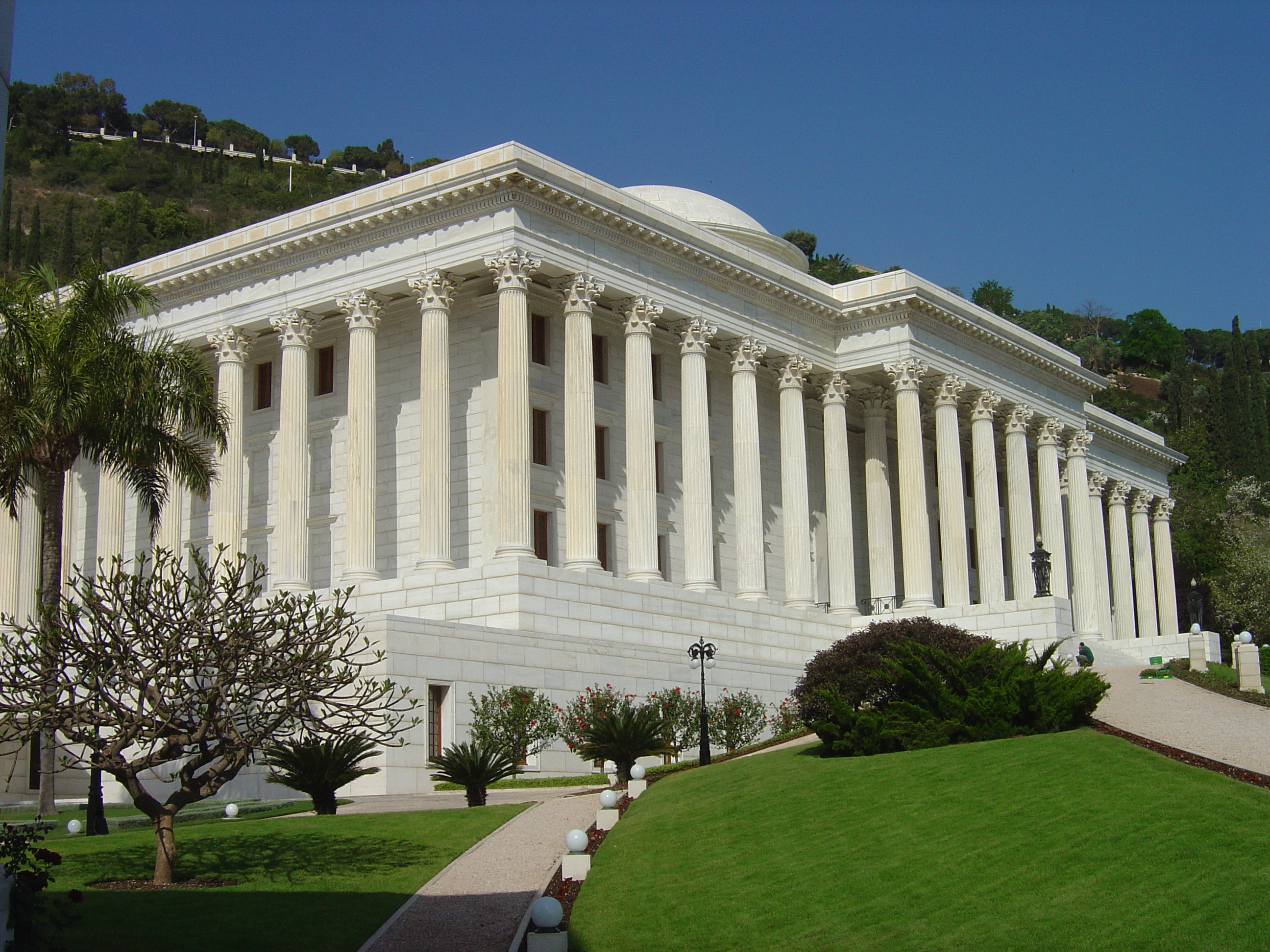
Sede da Casa Universal de Justiça, órgão administrativo dos bahá'is, em Haifa, Israel.

As leis da fé bahá'í têm sua origem principal na obra Kitáb-i-Aqdas, escrita por Bahá'u'lláh. A seguir, alguns exemplos de leis básicas e hábitos religiosos.
- A oração na fé bahá'í consiste de orações obrigatórias e devocionais (gerais). Todos os bahá'ís com mais de 15 anos de idade devem recitar individualmente uma oração obrigatória por dia, usando palavras e formato fixos. Além da oração obrigatória diária, os fiéis são orientados a oferecer diariamente uma oração devocional e um período de meditação e estudo das escrituras sagradas. Não há nenhum formato padrão para as devoções e meditações, embora as orações devocionais escritas por figuras centrais da fé bahá'í e apresentadas em livros de oração são tidos em alta consideração. Ler em voz alta as orações de livros de oração é uma característica típica de reuniões bahá'ís.
- A maledicência e a fofoca são proibidas e denunciadas.[6]
- Bahá'ís adultos com boa saúde devem realizar anualmente um jejum de 19 dias do nascer ao pôr-do-sol de 2 de março a 20 de março.
- Os bahá'ís são proibidos de beber álcool ou usar drogas,[6] a menos que seja prescrito por um médico.[112]
- A relação sexual só é permitida entre marido e mulher e, portanto, relações sexuais pré-maritais, extramaritais e homossexuais são proibidas (Ver também: Homossexualidade e a Fé Bahá'í).
- A jogatina é proibida.[6]
- O fanatismo é proibido.
- O ritualismo é desencorajado, com a notável exceção das orações obrigatórias.
- É necessário abster-se da política partidária.

Enquanto algumas das leis do Kitáb-i-Aqdas são aplicáveis na atualidade e podem ser impostas pelas instituições administrativas, Bahá'u'lláh previu a aplicação progressiva de outras leis que dependem da existência de uma sociedade predominantemente bahá'í. As leis, quando não estão em conflito direto com as leis civis de determinado país, são obrigatórias para todos os bahá'ís, e a observância de leis pessoais, como a prática de orações e jejum, é de responsabilidade exclusiva do indivíduo.

### Casamento
O propósito do casamento na fé bahá'í é, principalmente, promover a harmonia espiritual, a companhia e a unidade entre um homem e uma mulher e proporcionar um ambiente estável e carinhoso para a criação de crianças. Os ensinamentos bahá'ís sobre o casamento chamam-no de fortaleza para o bem-estar e para a salvação e colocam o casamento e a família como base da estrutura da sociedade humana. Bahá'u'lláh elogiava muito o casamento, desencorajando o divórcio e a homossexualidade, e exigindo castidade fora do casamento; Bahá'u'lláh ensinava que marido e mulher devem se esforçar para melhorar a vida espiritual um do outro. O casamento interracial também é muito elogiado nas escrituras bahá'ís.
Os bahá'ís que pretendem se casar são convidados a obter uma compreensão completa do caráter do outro antes de tomar uma decisão. Embora os pais não devam escolher os noivos de seus filhos, após dois indivíduos decidirem se casar eles devem receber a aprovação de todos os pais biológicos vivos, mesmo que um dos noivos não seja um bahá'í. A cerimônia de casamento bahá'í é simples; a única parte obrigatória do casamento é a leitura dos votos de casamento prescritos por Bahá'u'lláh que tanto o noivo quanto a noiva devem ler na presença de duas testemunhas. Os votos são "Nós todos iremos, verdadeiramente, cumprir a vontade de Deus".

### Trabalho
O monasticismo é proibido na fé e os bahá'ís tentam atingir sua espiritualidade na vida cotidiana. A realização de um trabalho útil, por exemplo, não é apenas necessário, mas também considerado uma forma de adoração. Bahá'u'lláh proibiu um estilo de vida mendicante e ascético. A importância do autoesforço e do serviço à humanidade na vida espiritual de alguém também são enfatizados nos escritos de Bahá'u'lláh, onde ele afirma que o trabalho feito com o espírito de serviço à humanidade é considerado por Deus semelhante à oração e à adoração.

### Casas de Adoração

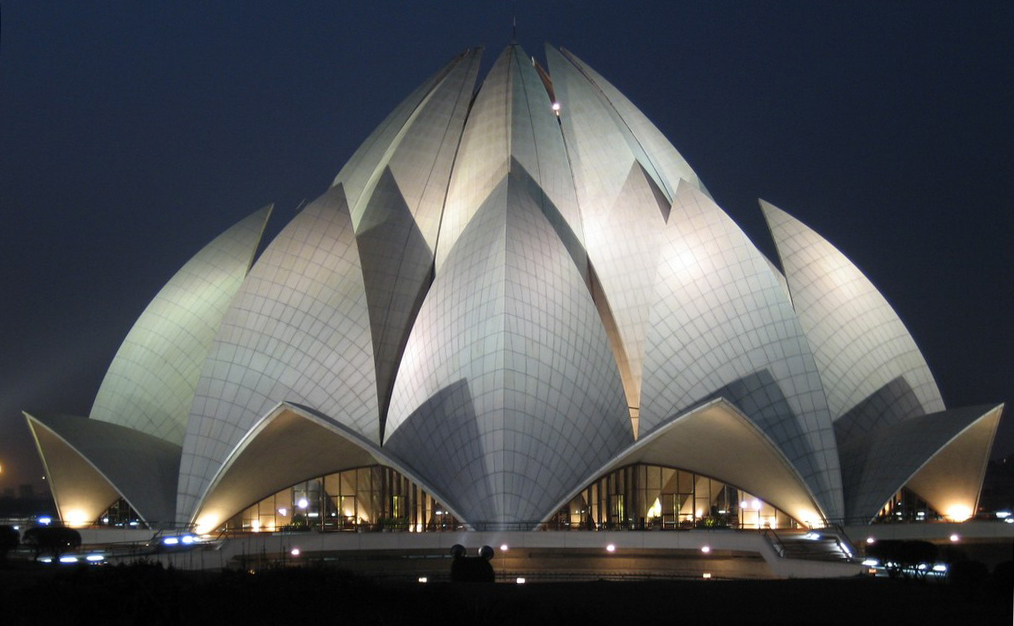
Templo de Lótus em Nova Déli, Índia.

A maioria dos encontros de bahá'ís ocorrem em casas de fiéis, centros bahá'ís ou imóveis alugados, uma vez que não é permitido conversar dentro das Casas de Adoração. Internacionalmente, existem atualmente sete Casas de Adoração Bahá'í, com uma oitava em construção no Chile e a construção de mais sete sendo planejada em abril de 2012. As escrituras bahá'ís se referem a uma instituição chamada Mashriqu'l-Adhkár (Local nascente da menção de Deus), um complexo de instituições que incluem um hospital, uma universidade, escolas, e assim por diante. O primeiro Mashriqu'l-Adhkár, localizado em Asgabate, no Turcomenistão e demolido em 1963, foi a Casa de Adoração mais completa da história da fé bahá'í.

### Calendário
O calendário bahá'í é baseado no calendário estabelecido pelo Báb. Os anos são compostos por 19 meses de 19 dias cada, com 4 ou 5 dias intercalares entre o 18° e o 19° mês para completar um ano solar. O Ano Novo Bahá'í, chamado Naw Rúz, corresponde ao tradicional ano novo persa e ocorre no equinócio vernal, 21 de março, no final do mês de jejum. As comunidades bahá'ís se reúnem no início de cada mês numa reunião chamada de Festa de Dezenove Dias para adoração, consulta e socialização. A palavra "festa" significa "festa espiritual" e não uma grande refeição.
Cada um dos 19 meses possui um nome específico, simbolizando um dos atributos de Deus; alguns exemplos são Bahá' (Esplendor), 'Ilm (Conhecimento) e Jamál (Beleza). A semana bahá'í é familiar ao calendário gregoriano, se consistindo de sete dias, com o nome de cada dia também sendo um atributo de Deus. Os bahá'ís observam 11 dias sagrados durante o ano, sendo que o trabalho deve ser suspenso em nove deles. Tais dias comemoram acontecimentos importantes na história da religião.

### Símbolos
Os símbolos da religião são derivados da palavra árabe Bahá' (بهاء "esplendor" ou "glória"), de valor numérico 9, razão pela qual o símbolo mais comum da religião é a estrela de nove pontas. O símbolo de pedra e caligrafia do grande nome também são frequentemente encontrados. O primeiro é composto por duas estrelas de cinco pontas intercaladas com um Bahá' estilizado, cuja forma se destina a relembrar as três unicidades da religião, enquanto o último é uma representação caligráfica da frase Yá Bahá'u'l-Abhá (يا بهاء الأبهى "Ó Glória do Mais Glorioso!").
A estrela de cinco pontas é o símbolo da fé bahá'í. Na religião, a estrela é conhecida como Haykal (em árabe: "templo") e foi iniciada e estabelecida pelo Báb. O Báb e Bahá'ú'lláh escreveram várias de suas obras no formato de pentagramas.

### Desenvolvimento socioeconômico
Desde seu início, a fé bahá'í teve participação no desenvolvimento socioeconômico, primeiro através da luta pela liberdade das mulheres, definindo a promoção da educação feminina como uma preocupação prioritária, o que levou à criação de escolas, cooperativas agrícolas, e clínicas voltadas às mulheres.
A religião entrou em uma nova fase quando uma mensagem da Casa Universal de Justiça foi lançada em 20 de outubro de 1983. Os bahá'ís foram instados a procurar maneiras, compatíveis com os ensinamentos da fé, através das quais poderiam ajudar no desenvolvimento social e econômico das comunidades em que viviam. Como resultado, o número de ações socioeconômicas bahá'ís oficialmente reconhecidas em todo o mundo saltou de 129 em 1979 para 1 482 em 1987.

### Organização das Nações Unidas

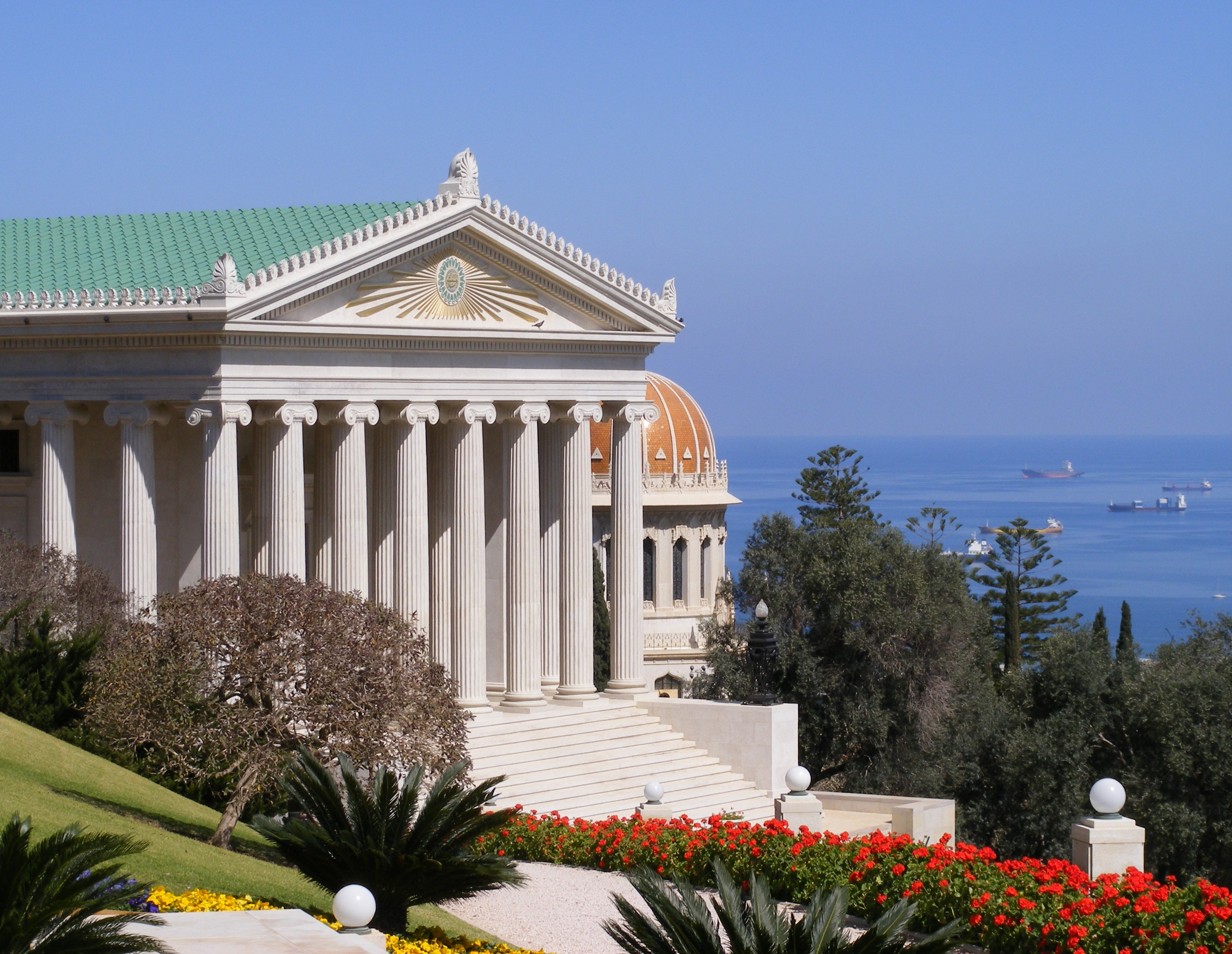
Arquivos Internacionais

Bahá'u'lláh escreveu sobre a necessidade de um governo mundial nesta época da vida coletiva da humanidade. Por causa disso, a comunidade bahá'í internacional decidiu apoiar os esforços de melhoria das relações internacionais através de organismos como a Liga das Nações e a Organização das Nações Unidas, embora faça algumas reservas sobre a atual estrutura e constituição da ONU. A Comunidade Internacional Bahá'í é uma agência sob a direção da Casa Universal de Justiça em Haifa e possui status consultivo nos seguintes organismos:
- Conselho Económico e Social (ECOSOC);
- Fundo das Nações Unidas para a Infância (UNICEF);
- Organização Mundial da Saúde (OMS);
- Fundo de Desenvolvimento das Nações Unidas para a mulher (UNIFEM);
- Programa das Nações Unidas para o Meio Ambiente (PNUMA).

A Comunidade Internacional Bahá'í possui escritórios na ONU em Nova Iorque e em Genebra e representações nas comissões regionais da ONU e outros escritórios em Addis Ababa, Bangkok, Nairóbi, Roma, Santiago e Viena. Recentemente um escritório do Programa para o Meio Ambiente e outro para o Fundo de Desenvolvimento para a Mulher foram instituídos como parte do Escritório da ONU da fé baha'í. A Fé Bahá'í também empreendeu programas comuns de desenvolvimento em várias outras agências das Nações Unidas. No Fórum do Milênio, um bahá'í foi o único representante não governamental convidado a discursar.

## Perseguição

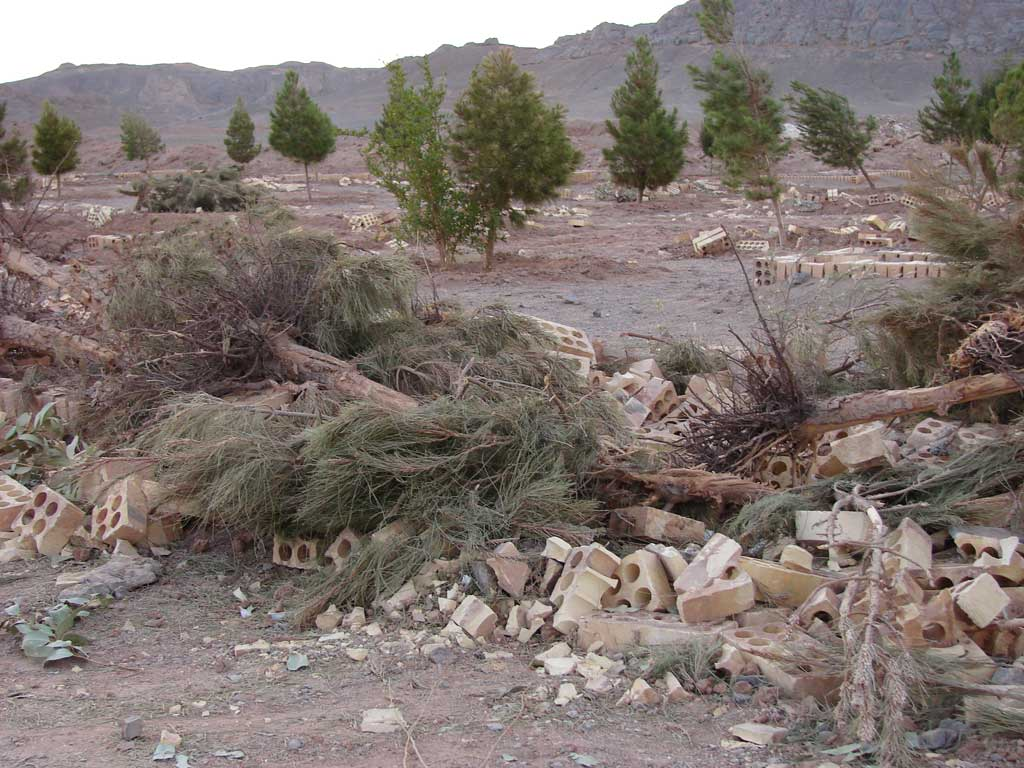
Cemitério bahá'í em Yazd, destruído por autoridades do governo iraniano.

Os bahá'ís continuam sendo perseguidos em diversos países islâmicos, uma vez que os líderes islâmicos não reconhecem a Fé Bahá'í como uma religião independente, e sim como uma apostasia do islã. As perseguições mais severas têm ocorrido no Irã, onde mais de 200 bahá'ís foram executados entre 1978 e 1998, e no Egito. Os direitos dos bahá'ís foram restringidos em vários outros países, incluindo Afeganistão, Azerbaidjão, Indonésia, Iraque, Marrocos, Romênia e boa parte da África subsaariana.

### Irã
A marginalização dos bahá'ís pelo governo do Irã tem seus laços nos esforços históricos do clero muçulmano em perseguir as minorias religiosas como forma de garantir e ampliar seu poder. Quando o Báb começou a atrair um grande número de seguidores, o clero esperava parar o movimento através da difusão de que seus seguidores eram inimigos de Deus. As diretivas clericais levaram a ataques de fiéis muçulmanos e execuções públicas. No início do século XX, além da repressão que impactava indivíduos seguidores da fé bahá'í, foram iniciadas campanhas centralmente dirigidas que tinham como alvo a comunidade bahá'í como um todo e suas instituições. Em um caso, em Yazd, em 1903, mais de 100 bahá'ís foram assassinados. Escolas bahá'ís, como as escolas Tarbiyat para meninos e meninas em Teerã, foram fechadas nos anos 1930 e 1940, os casamentos entre bahá'ís não foram reconhecidos pelas autoridades do Estado iraniano e textos da literatura bahá'í foram censurados.
Durante o reinado do xá Mohammad Reza Pahlavi uma campanha de perseguição contra os bahá'ís foi instituída como forma de desviar a atenção dos problemas econômicos do Irã e de um crescente movimento nacionalista. Uma campanha antibahá'í começou em 1955 e incluía a divulgação de propaganda contra a religião em estações de rádio e jornais oficiais. No final da década de 1970, o regime do xá perdeu legitimidade devido a sua postura pró-Ocidente, às suas arbitrariedades e à deterioração da economia iraniana. Conforme o movimento antixá ganhava terreno e apoio, se espalhava a propaganda revolucionária alegando que alguns dos assessores do xá eram bahá'ís. Eles eram retratados como ameaças econômicas e como apoiadores de Israel e do ocidente e as hostilidades contra eles aumentaram.
Desde a Revolução Islâmica de 1979, os bahá'ís iranianos têm tido suas casas frequentemente saqueadas e são banidos de ingressar em universidades e no serviço público e centenas deles foram presos por causa de suas crenças religiosas, a maioria dos quais por participar de círculos de estudo. Cemitérios bahá'ís foram demolidos, assim como alguns locais que possuem significado especial para os fiéis, como a casa de Mírzá Buzurg, o pai de Bahá'u'lláh. A casa do Báb em Shiraz, um dos três locais de peregrinação dos bahá'ís, foi destruída duas vezes. De 1979 a 1983, 72 bahá'ís foram presos e executados.
De acordo com um grupo de estudo norte-americano, os ataques contra os bahá'ís no Irã aumentaram durante a presidência de Mahmoud Ahmadinejad. A Comissão das Nações Unidas para os Direitos Humanos revelou uma correspondência confidencial do comando das forças armadas do Irã de outubro de 2005 que orienta seus membros a identificar os bahá'ís e monitorar suas atividades. Devido a essas ações, a Relatora Especial da Comissão das Nações Unidas para os Direitos Humanos afirmou, em 20 de março de 2006, que ela "também expressa preocupação que essas informações adquiridas como resultado do monitoramento serão usadas como base para aumentar a perseguição e a discriminação contra os membros da fé bahá'í, em violação aos códigos internacionais". Ainda segundo a instituição, os últimos acontecimentos indicam que a situação em relação às minorias religiosas no Irã está deteriorando.
Em 14 de maio de 2008, membros de um órgão informal conhecido como "Amigos" que supervisionavam as necessidades da comunidade bahá'í no Irã foram presos e levados para a prisão de Evin. O processo judicial dos Amigos foi adiado várias vezes, mas foi finalmente levado ao tribunal em 12 de janeiro de 2010. A entrada de observadores no tribunal não foi autorizada e até mesmo os advogados de defesa, que durante dois anos tiveram acesso mínimo aos réus, tiveram dificuldade em entrar no tribunal. O presidente da Comissão dos EUA sobre Liberdade Religiosa Internacional disse que parece que o governo já predeterminou o resultado do caso e está violando a lei internacional de direitos humanos. As sessões foram realizadas em 7 de fevereiro de 2010, 12 de abril de 2010 e 12 de junho de 2010. Em 11 de agosto de 2010, soube-se que a sentença judicial foi de 20 anos de prisão para cada um dos sete acusados, que foi posteriormente reduzida para 10 anos. Após a sentença, eles foram transferidos para a prisão de Gohardasht. Em março de 2011, as sentenças foram revertidas para os 20 anos originais. Em 3 de janeiro de 2010, as autoridades iranianas detiveram mais dez membros da minoria bahá'í, incluindo Leva Khanjani, neta de Jamaloddin Khanjani, um dos sete líderes bahá'ís presos em 2008 e, em fevereiro, eles prenderam seu filho, Niki Khanjani.
O governo iraniano afirma que a fé bahá'í não é uma religião, e sim uma organização política e, portanto, se recusa a reconhecê-la como uma religião minoritária. No entanto, o governo nunca apresentou provas convincentes que dessem apoio à sua caracterização da comunidade bahá'í enquanto organização política. Além disso, as declarações do governo de que os bahá'ís que se converterem terão seus seus direitos restaurados comprovam que os bahá'ís são perseguidos unicamente por sua filiação religiosa. O governo iraniano também acusa a fé bahá'í de estar associada ao sionismo pelo fato do Centro Mundial Bahá'í estar localizado em Haifa, Israel. Estas acusações contra os bahá'ís não têm nenhuma base na realidade histórica, e são feitas pelo governo iraniano para usar os bahá'ís como "bodes expiatórios". Na verdade, foi o líder iraniano Naceradim Xá Cajar que expulsou Bahá'u'lláh da Pérsia para o Império Otomano e Bahá'u'lláh foi posteriormente exilado pelo sultão otomano, a pedido do xá persa, a territórios mais longe do Irã, sendo finalmente exilado na cidade de Acre, na Síria, que só um século mais tarde foi incorporada ao estado de Israel.

### Egito
A comunidade e as instituições bahá'ís foram banidas do Egito em 1960. Todas as propriedades da comunidade bahá'í, incluindo centros, bibliotecas e cemitérios, foram confiscados pelo governo e, desde então, fatwas foram emitidas pelo clero acusando os bahá'ís de apostasia.
A controvérsia das cédulas de identidade começou em 1995, quando o governo egípcio introduziu o processamento eletrônico de documentos de identidade, introduzindo a exigência de que os documentos listem a religião do indivíduo como "muçulmana", "cristã" ou "judaica" (as três únicas religiões reconhecidas oficialmente pelo governo). Anteriormente, os oficiais do governo preenchiam os documentos a mão e escreviam "outra religião" nos documentos de bahá'ís. Após a introdução do sistema computadorizado, que não permite a inclusão de qualquer outro termo que não seja "muçulmano", "cristão" ou "judeu" nos documentos, os bahá'ís ficaram impedidos de obter documentos oficiais como carteira de identidade, certidão de nascimento, certidão de óbito, certidão de casamento ou divórcio ou passaporte, necessários para o exercício de seus direitos no país, a não ser que mintam sobre sua afiliação religiosa, o que entra em confronto com o princípio religioso da fé bahá'í. Sem os documentos, não é possível conseguir emprego, vaga em escolas públicas, atendimento em hospitais, viajar para o exterior ou sequer votar, dentre outras inconveniências. Após um prolongado processo legal que culminou com uma decisão judicial favorável aos bahá'ís, o ministro do Interior do Egito divulgou um decreto, em 14 de abril de 2009, que altera a lei para permitir que os egípcios que não sejam muçulmanos, cristãos ou judeus obtenham documentos de identificação que tragam um traço no lugar de uma das três religiões reconhecidas. Os primeiros cartões de identificação sob o novo decreto foram emitidos a dois bahá'ís em 8 de agosto de 2009.